# He Met the Champion
Pour plus de détails, voir Fiche technique et Distribution.

He Met the Champion est un film muet américain réalisé par Gilbert M. Anderson et sorti en 1910.

## Fiche technique
- Titre : He Met the Champion
- Réalisation : Gilbert M. Anderson
- Scénario :
- Photographie : Jess Robbins
- Montage :
- Producteur :
- Société de production : The Essanay Film Manufacturing Company
- Société de distribution : The Essanay Film Manufacturing Company
- Pays de production :  États-Unis
- Langue : film muet avec les intertitres en anglais
- Format : Noir et blanc — 35 mm — 1,33:1 — Muet
- Genre : Comédie
- Durée : 4 minutes 30
- Date de sortie :
  - États-Unis : 14 septembre 1910

## Distribution
- Earl Howell : Willie Nutt, le challenger
- Chick Morrison : Mike Brady, le champion
- Gilbert M. Anderson : l'arbitre
- Neva Don Carlos : Woman Beating Rug
- John B. O'Brien : l'homme en haut-de-forme
- Nancy Robbins :
- William A. Russell : Man with Mattress
- Joseph Smith : Man in Blackface